# Tormenta tropical Alberto (2018)
La tormenta tropical Alberto fue un ciclón tropical de pretemporada costoso y mortal. La primera tormenta de la temporada de huracanes del Atlántico de 2018, Alberto se desarrolló el 25 de mayo cerca de la Península de Yucatán como un ciclón subtropical. Cuando entró en el Golfo de México, Alberto se intensificó y se convirtió en un ciclón tropical. A principios del 28 de mayo, Alberto alcanzó su intensidad máxima, con vientos máximos sostenidos de 65 mph (100 km/h) y una presión mínima de 990 mbar (hPa; 29.23 inHg). Después, sin embargo, el aire seco causó que Alberto se debilitara antes de tocar tierra cerca de Laguna Beach, Florida, con vientos de 45 mph (75 km/h). Alberto mantuvo un área compacta de tormentas eléctricas a medida que avanzaba por el centro de los Estados Unidos, ingresando al sur de Michigan como una depresión tropical el 31 de mayo. Ese día, Alberto se debilitó aún más y se disipó sobre Ontario. Alberto tomó un camino casi idéntico a la tormenta tropical Arlene en 2005.
A lo largo de su trayectoria, Alberto dejó caer fuertes lluvias, principalmente al este de su trayectoria de tormenta. En Cuba, las inundaciones por tormentas mataron a diez personas y también dañaron casas, caminos y cultivos. Las inundaciones causaron un derrame de petróleo en la bahía de Cienfuegos. En los Estados Unidos, Alberto causó daños por aproximadamente $ 125 millones (2018 USD), así como ocho muertes. Los deslizamientos de tierra mataron a tres personas en Carolina del Norte. Los árboles caídos mataron a dos personas en el estado, mientras que las inundaciones mataron a tres personas en Virginia. La tormenta causó inundaciones costeras a lo largo de la costa del Golfo de los Estados Unidos, principalmente en Florida, donde se trasladó a tierra.

## Historia meteorológica

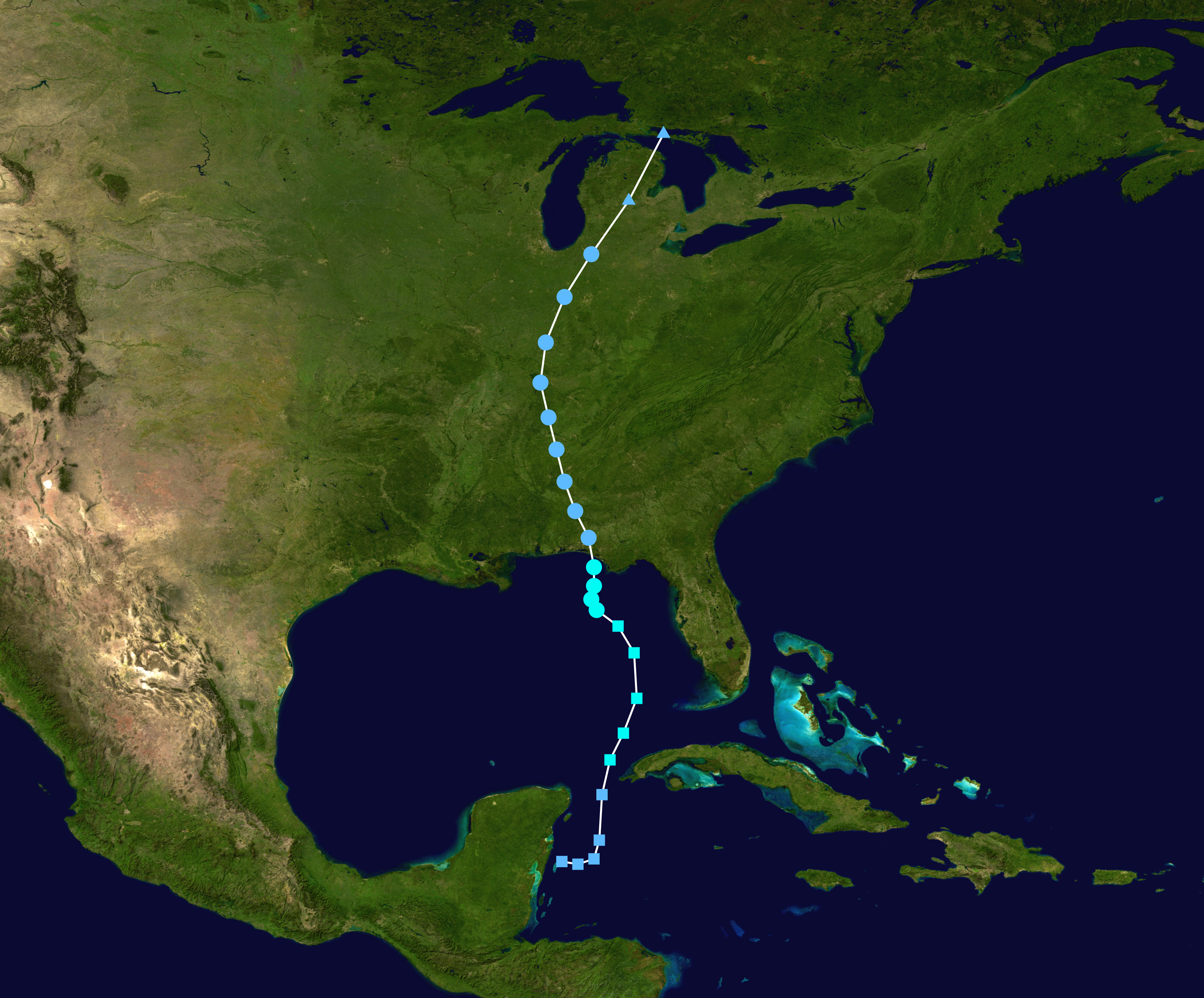
Mapa que traza la trayectoria y la intensidad de la tormenta, de acuerdo con la escala de huracanes de Saffir-Simpson

Temprano el 21 de mayo, el Centro Nacional de Huracanes (NHC) señaló un área para la posible formación de ciclones en el mar Caribe occidental. La alteración climática se relacionó con un nivel bajo bajo que interactúa con un área de baja presión superficial débil cerca de la costa de Belice. Lo bajo se mejoró, pero se vio obstaculizado por la fuerte cizalladura del viento y el aire seco. Basado en la estructura amplia pero suficientemente organizada de la tormenta, el NHC designó el sistema como Tormenta Subtropical Alberto a las 15:00 UTC del 25 de mayo. En ese momento, el sistema contenía múltiples circulaciones de bajo nivel, y estaba interactuando con un canal de nivel superior.
El 26 de mayo, el centro de circulación se reformó bajo el área primaria de convección en el Golfo de México, al noreste de la débil circulación anterior en el Caribe. Una gran banda de tormentas eléctricas persistió al este de la tormenta, que se extiende desde Florida hasta Cuba. El 28 de mayo, los Cazadores de Huracanes observaron vientos máximos sostenidos de 65 mph (100 km/h), aunque el centro permaneció un tanto alargado.A principios del 28 de mayo, Alberto alcanzó su intensidad máxima con vientos máximos sostenidos de 65 mph (100 km/h). Debido a la intrusión de aire seco, la tormenta no pasó a un ciclón totalmente tropical y se debilitó antes de tocar tierra cerca de Laguna Beach, Florida, a las 21:00 UTC con vientos de 45 mph (75 km/h).
Alberto se debilitó rápidamente a medida que avanzaba hacia el interior, continuando produciendo fuertes lluvias en el sureste de los Estados Unidos. Alberto produjo fuertes lluvias en Cuba donde dejó cuatro muertos y también produjo lluvias en parte de México, mientras avanzaba hacia el Golfo de México ganó fuerza hasta llegar a tener vientos de hasta 60 mph, a Su paso por el sureste de los Estados Unidos donde causó otras tres muertes; una fue en Maryland, la víctima fue arrastrada por la corriente de agua y las otras dos fallecieron mientras cubrían el paso de la tormenta. Alberto se degradó hasta convertirse en una depresión tropical, mientras seguía produciendo fuertes lluvias. 

## Preparaciones e impacto

### Cuba

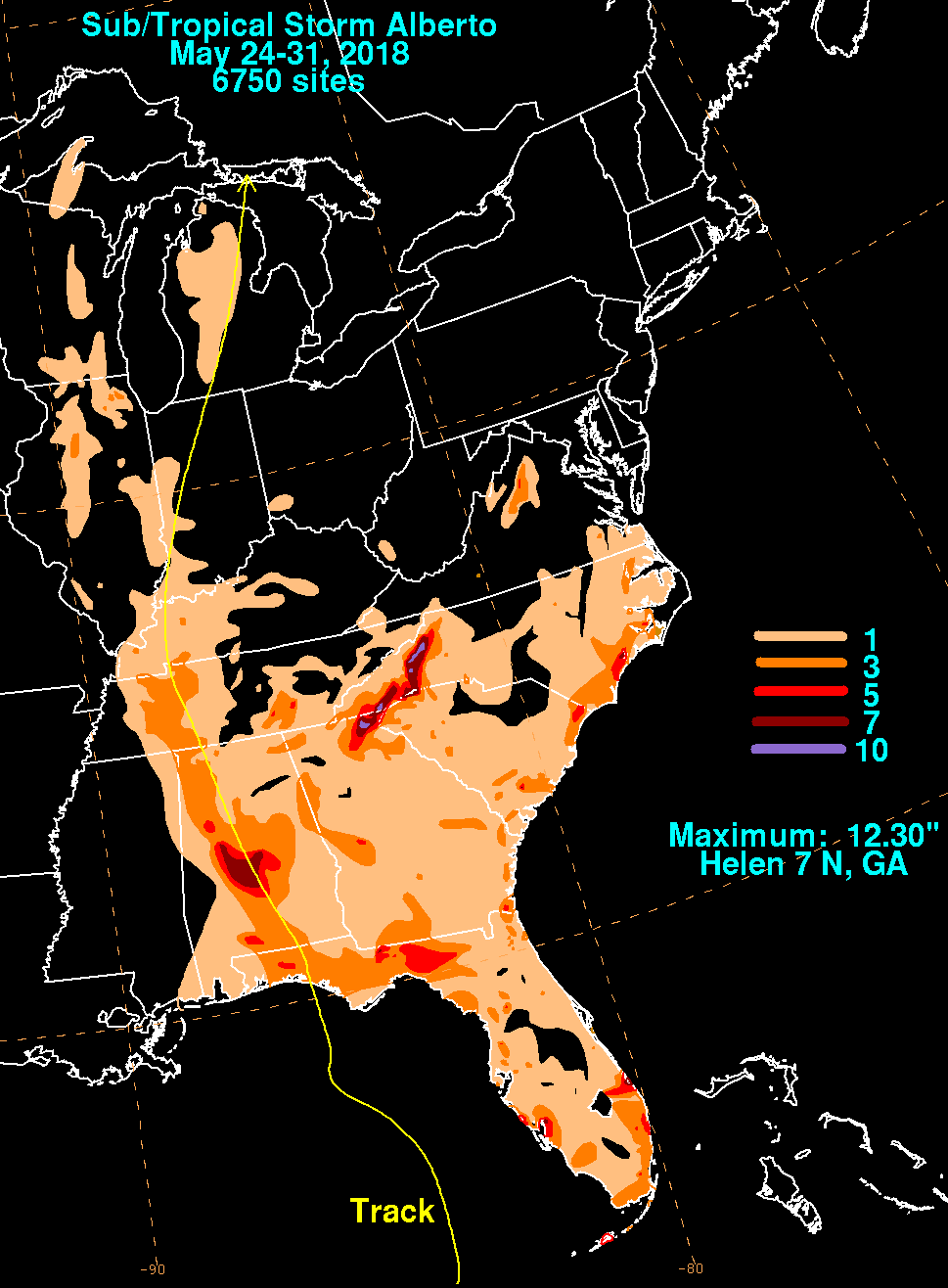
Precipitación total asociada con Alberto en los Estados Unidos.

Después de que Alberto fuera clasificado como tormenta subtropical, el gobierno de México emitió una alerta de tormenta tropical para la costa este de la península de Yucatán desde Tulum hasta Cabo Catoche. El gobierno de Cuba también emitió una alerta de tormenta tropical para la provincia de Pinar del Río. La vigilancia de tormenta tropical para la costa este de la península de Yucatán se suspendió a las 12:00 UTC del 26 de mayo, mientras que tres horas después la alerta de tormenta tropical para Pinar del Río fue sustituida por una advertencia de tormenta tropical.
En Cuba, la ciudad de La Sierpe en la provincia de Sancti Spíritus observó 11.93 en (303 mm) de lluvia, mientras que 19 estaciones meteorológicas registraron al menos 3.93 en (100 mm) de precipitación en un período de 24 horas. Más de 5,000 personas fueron evacuadas debido a la amenaza de inundación, incluyendo 3,000 de la provincia de Sancti Spiritus y otras 2,000 de la provincia de Villa Clara. Las inundaciones inundaron numerosas calles, incluida la Autopista A1 en la provincia de Villa Clara, lo que obligó a las autoridades a cerrar la carretera. En Taguasco, en la provincia de Sancti Spíritus, un puente sobre el río Zaza fue barrido. Las mareas de tormenta y las mareas anormalmente altas dejaron inundaciones costeras menores a moderadas desde la provincia de Pinar del Río hasta la provincia de Mayabeque y en el municipio especial de la Isla de la Juventud. Un total de diez personas se ahogaron en las aguas de la inundación en Cuba, incluyendo cuatro atribuidas a la "imprudencia".

### Estados Unidos

#### Florida

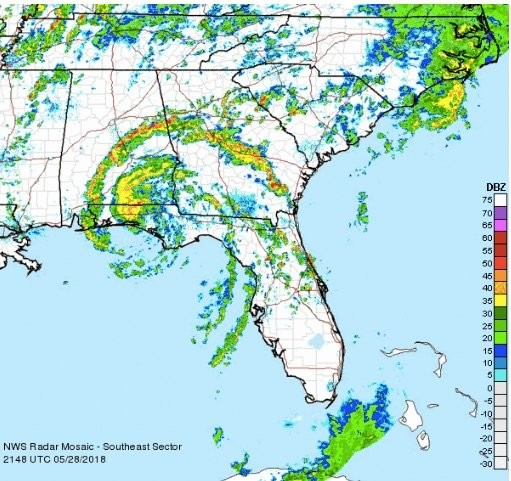
Imagen de radar de Alberto cerca de recalada.

Se emitieron múltiples alertas y advertencias de tormentas tropicales en la costa del Golfo de los Estados Unidos en preparación para la llegada de Alberto y las personas evacuadas. Las primeras advertencias se emitieron a las 21:00 UTC del 25 de mayo, con una alerta de tormenta tropical emitida desde Indian Pass, Florida, hacia el oeste hasta Grand Isle, Luisiana, y una alerta de marejada desde Horseshoe Beach, Florida, hasta la boca. del río Misisipi. A las 15:00 UTC del día siguiente, se emitió una advertencia de tormenta tropical para las Tortugas Secas en los Cayos de la Florida, y la vigilancia de marejada ciclónica en la costa del Golfo de los Estados Unidos se extendió hacia el este hasta Crystal River, Florida. A las 21:00 UTC, se emitieron advertencias de tormentas tropicales para la costa oeste de Florida desde Bonita Beach hasta el río Anclote, y para la costa norte del Golfo desde el río Aucilla hacia el oeste hasta la frontera de Mississippi/Alabama. Se declaró un estado de emergencia para los estados de Misisipi, Alabama y Florida, donde se esperaba que Alberto tuviera los mayores impactos.
Antes de Alberto, se emitieron múltiples órdenes de evacuación para partes de Florida. En el condado de Franklin, se estableció una orden de evacuación obligatoria para sus islas de barrera, mientras que en el cercano condado de Taylor se emitió una orden de evacuación voluntaria para las zonas costeras. El gobernador de Florida, Rick Scott, declaró el estado de emergencia para la totalidad de la Florida el 26 de mayo. En el Golfo de México, las compañías petroleras Exxon Mobil Corp, Royal Dutch Shell y Chevron Corporation evacuaron a los trabajadores y cerraron las plataformas de producción en el camino de Alberto.
En todo Estados Unidos, Alberto dejó alrededor de $ 125 millones en daños, en base a más de 10,000 reclamos según lo informado por la compañía de seguros Aon. La tormenta dejó caer fuertes lluvias en los estados de la Costa del Golfo, causando inundaciones repentinas en toda la región. En Florida, los totales de lluvia alcanzaron un máximo de 8.69 pulgadas (22.07 cm) en Okeechobee, y el pico de la tormenta se midió a 3 pies en Apalachicola. Las playas a lo largo de la costa del golfo de la isla Saint George se encontraban bajo la marea alta el 28 de mayo, y se registraron inundaciones por marejada ciclónica en Saint Marks. Se informó de dos tornados, uno en Palm City el 27 de mayo y otro cerca de Homestead el 29 de mayo. En Carolina del Sur, un tornado EF0 aterrizó cerca de Cameron en el condado de Calhoun. El tornado estaba en el suelo durante 0,3 millas (0,48 km) y tenía una velocidad máxima de viento de 80 mph (130 km/h). El tornado arrancó árboles, dañó cultivos y causó daños estructurales menores. En Carolina del Norte, las fuertes lluvias provocaron deslizamientos de tierra a lo largo de las montañas Blue Ridge e hicieron que numerosas vías fluviales excedieran sus orillas. El presentador de WYFF News 4 Mike McCormick y el periodista fotográfico Aaron Smeltzer murieron mientras cubrían la tormenta después de que un árbol cayera debido a los fuertes vientos y las fuertes lluvias de las franjas externas de la tormenta golpearon su vehículo en la Ruta 176 de los Estados Unidos.En Illinois, las fuertes lluvias de la tormenta establecieron récords para el mes de mayo en varias ciudades, incluida Chicago. En Ohio, los remanentes de Alberto generaron un tornado EF0 extremadamente breve al oeste de Troy.